# 인도네시아 대통령
인도네시아 공화국 대통령(인도네시아어: Presiden Republik Indonesia)은 인도네시아의 정부 수반이자, 국가 원수이다.

## 개요
1999년까지는 국민협의회(MPR)에서 간접 선거로 선출했으나, 후에 법을 개정해 2004년부터 현재까지 직선제로 선출하고 있다. 임기는 5년이며 한 차례에 한해 연임할 수 있다.
2008년 개정된 선거법에 따라, 총선득표율 25% 이상 또는 원내 의석점유율 20% 이상인 정당만 대통령 후보를 낼 수 있다. 그렇지 못할 경우 연합을 해야 한다.

## 대통령 목록
| 대       | 사진             | 이름                                                                     | 임기             | 임기                              | 선거                              | 정당                     | 재직일수 |
| 대       | 사진             | 이름                                                                     | 취임일           | 퇴임일                            | 선거                              | 정당                     | 재직일수 |
| -------- | ---------------- | ------------------------------------------------------------------------ | ---------------- | --------------------------------- | --------------------------------- | ------------------------ | -------- |
| -        |                  | 수카르노 (1901.6.6 ~ 1970.6.21) Soekarno                                 | 1945년 8월 18일  | 1948년 12월 19일                  |                                   | 인도네시아국민당         | 1219     |
| -        |                  | 사프루딘 쁘라위라느가라 (1911.2.28 ~ 1989.2.15) Syafruddin Prawiranegara | 1948년 12월 19일 | 1949년 6월 13일                   | 인도네시아 공화국 비상 정부 의장  | 무소속                   | 176      |
| -        |                  | 수카르노 (1901.6.6 ~ 1970.6.21) Soekarno                                 | 1949년 6월 13일  | 1949년 12월 27일                  | 대통령 복귀                       | 인도네시아국민당         | 97       |
| -        |                  | 아사 앗 (1904.9.18 ~ 1976.6.16) Assaat                                   | 1949년 12월 27일 | 1950년 8월 15일                   | 인도네시아 합중국 임시 대통령     | 무소속                   | 231      |
| 1        |                  | 수카르노 (1901.6.6 ~ 1970.6.21) Soekarno                                 | 1950년 8월 15일  | 1963년 5월 19일                   |                                   | 인도네시아국민당         | 4660     |
| 1        | 1963년 5월 19일  | 수카르노 (1901.6.6 ~ 1970.6.21) Soekarno                                 | 1966년 7월 5일   |                                   | 1143                              | 인도네시아국민당         |          |
| 1        | 1966년 7월 5일   | 수카르노 (1901.6.6 ~ 1970.6.21) Soekarno                                 | 1967년 3월 12일  |                                   | 250                               | 인도네시아국민당         |          |
| -        |                  | 수하르토 (1921.6.8 ~ 2008.1.27) Soeharto                                 | 1967년 3월 12일  | 1968년 3월 27일                   |                                   | 직능단체당               | 381      |
| 2        | 1968년 3월 27일  | 수하르토 (1921.6.8 ~ 2008.1.27) Soeharto                                 | 1973년 3월 24일  |                                   | 1823                              | 직능단체당               |          |
| 2        | 1973년 3월 24일  | 수하르토 (1921.6.8 ~ 2008.1.27) Soeharto                                 | 1978년 3월 23일  |                                   | 1825                              | 직능단체당               |          |
| 2        | 1978년 3월 23일  | 수하르토 (1921.6.8 ~ 2008.1.27) Soeharto                                 | 1983년 3월 11일  |                                   | 1814                              | 직능단체당               |          |
| 2        | 1983년 3월 11일  | 수하르토 (1921.6.8 ~ 2008.1.27) Soeharto                                 | 1988년 3월 11일  |                                   | 1827                              | 직능단체당               |          |
| 2        | 1988년 3월 11일  | 수하르토 (1921.6.8 ~ 2008.1.27) Soeharto                                 | 1993년 3월 11일  |                                   | 1826                              | 직능단체당               |          |
| 2        | 1993년 3월 11일  | 수하르토 (1921.6.8 ~ 2008.1.27) Soeharto                                 | 1998년 3월 10일  |                                   | 1825                              | 직능단체당               |          |
| 2        | 1998년 3월 10일  | 수하르토 (1921.6.8 ~ 2008.1.27) Soeharto                                 | 1998년 5월 21일  | 1998년 대선 - 100% 1,000표        | 72                                | 직능단체당               |          |
| 3 (승계) |                  | 바하루딘 유숩 하비비 (1936.6.25 ~ 2019.9.11) Bacharuddin Jusuf Habibie   | 1998년 5월 21일  | 1999년 10월 20일                  | 대통령 승계 (부통령)              | 직능단체당               | 517      |
| 4        |                  | 압두라만 와힛 (1940.9.7 ~ 2009.12.30) Abdurrahman Wahid                  | 1999년 10월 20일 | 2001년 7월 23일 (탄핵)            | 1999년 대선 - 54.37% 373표        | 국민계몽당               | 642      |
| 5 (승계) |                  | 메가와티 수카르노푸트리 (1947.1.23 ~ ) Megawati Soekarnoputri            | 2001년 7월 23일  | 2004년 10월 20일                  | 대통령 승계 (부통령)              | 민주항쟁당               | 1185     |
| 6        |                  | 수실로 밤방 유도요노 (1949.9.9 ~ ) Susilo Bambang Yudhoyono              | 2004년 10월 20일 | 2009년 10월 20일                  | 2004년 대선 - 60.62% 69,266,350표 | 민주당                   | 1826     |
| 6        | 2009년 10월 20일 | 수실로 밤방 유도요노 (1949.9.9 ~ ) Susilo Bambang Yudhoyono              | 2014년 10월 20일 | 2009년 대선 - 60.8% 73,874,562표  | 1826                              | 민주당                   |          |
| 7        |                  | 조코 위도도 (1961.6.21 ~ ) Joko Widodo                                   | 2014년 10월 20일 | 2019년 10월 20일                  | 2014년 대선 - 53.15% 70,997,833표 | 민주항쟁당               | 1826     |
| 7        | 2019년 10월 20일 | 조코 위도도 (1961.6.21 ~ ) Joko Widodo                                   | 2024년 10월 20일 | 2019년 대선 - 55.50% 85,607,362표 | 1827                              | 민주항쟁당               |          |
| 8        |                  | 프라보워 수비안토 (1951.10.27 ~ ) Prabowo Subianto                       | 2024년 10월 20일 |                                   | 2024년 대선 - 58.52% 96,214,691표 | 위대한 인도네시아 운동당 | 167      |

## 같이 보기
- 인도네시아의 부통령
- 국가원수 의전차